# Györgyfalvay Péter
Györgyfalvay Péter (Budapest, 1943. április 15. –) magyar színész.

## Életpályája
1964–1968 között a Színház- és Filmművészeti Főiskola hallgatója volt, Pártos Géza osztályában végzett. Pályáját a Miskolci Nemzeti Színházban kezdte. Ezután is többnyire vidéki színházakban játszott, így tagja volt többek között a Veszprémi Petőfi Színháznak, a szolnoki Szigligeti Színháznak, a Pécsi Nemzeti Színháznak és a nyíregyházi Móricz Zsigmond Színháznak. Nyaranta többször játszott a Gyulai Várszínházban is. 1987-ben Budapesten a Jurta Színház társulatának tagja lett. 1988 óta szabadfoglalkozású színművész. Felesége Almásy Albert Éva színésznő. Két fia van Márk és Dávid.

## Fontosabb színházi szerepei
- Shakespeare: Rómeó és Júlia... Mercutio
- Shakespeare: Hamlet... Fortinbras
- Shakespeare: A makrancos hölgy... Gremio
- Shakespeare: Titus Andronicus... Saturninus
- Shakespeare: Sok hűhó semmiért... Antonio
- Shakespeare: Troilus és Cressida... Ajax
- Shakespeare: II. Richárd... Lord Villoughby; Lord Fitzwater
- Euripidész: Trójai nők... Poseidon
- Arisztophanész: Béke... Félkar I.
- Carlo Goldoni: Két úr szolgája... Florindo, Beatrice kedvese
- Molière: Scapin furfangjai... Szilveszter, Octave szolgája
- Id. Alexandre Dumas–Fülöp Kálmán – Wolf Péter: A három testőr... Athos, testőr
- Anton Pavlovics Csehov: Platonov szerelmei... Trileckij, orvos
- Nyikolaj Vasziljevics Gogol: A revizor... Postamester
- Alekszandr Nyikolajevics Osztrovszkij: Vihar... Borisz Grigorjevics, Gyikoj unokaöccse, meglehetős művelt fiatalember
- Makszim Gorkij: Éjjeli menedékhely... Vaszka Pepel; Andrej Mitrics Klescs, lakatos, negyvenéves
- Bulgakov: Bíborsziget... Rizu-Rizu, berber főparancsnok
- Bulgakov: Fehér karácsony... Alekszej
- Friedrich Dürrenmatt: Az öreg hölgy látogatása... Hahncke
- Bertolt Brecht – Dorothy Lane: Happy end... Wurlitzer Sam
- Brecht: Happy end... Wurlitzer Sam
- George Bernard Shaw: Szent Johanna... Dunois, az Orleans-i fattyú
- Oscar Wilde: Hazudj igazat... Algernon
- August Strindberg: Álomjáték... Első szénhordó
- Charles De Coster: Thyl Ulenspiegel... Inkvizítor
- Alfred Jarry: A láncra vert Übü... Szolimán, török szultán; Az elnök
  - Übü király... Paizs
- Karel Čapek: A rabló... A rabló
- Reginald Rose: Tizenkét dühös ember... 6. sz. Esküdt
- Jaroslaw Abramow-Newerly: Derby a kastélyban... Stachon
- Jurij Valentyinovics Trifonov – Jurij Petrovics Ljubimov: Csere... Vászja bácsi
- Alekszej Nyikolajevics Arbuzov: Egy boldogtalan ember boldog napjai... A boldogtalan ember nevelt fia
- Konsztantyin Trenyov: Gimnazisták... Brágin
- Brandon Thomas: Charley nénje... Larry, diák
- Jacques Deval – Nádas Gábor – Szenes Iván: A potyautas... Ferbeise
- Pierre Barillet – Jean-Pierre Grédy: A kaktusz virága... Igor
- Eugène Labiche: A florentin kalap (Olasz szalmakalap)... Emile Tavernie, hadnagy
- Jean Froissart – Georg Kaiser – Hegedüs Géza: A calais-i polgárok, avagy: Egy város becsülete... Duguesclin lovag, a francia király kapitány
- Paul Armont – Paul Vandenberghe: Fiúk, lányok, kutyák... André
- Hervé: Nebáncsvirág... Fernand de Champlatreux
- Petőfi Sándor: A helység kalapácsa... Csepű Palkó
- Jókai Mór: A lőcsei fehér asszony... Blumenwirth ezredes
- Szigligeti Ede: A trónkereső... 2. kun főúr
- Móricz Zsigmond: Úri muri... Zsélyei Balogh Ábel
- Móricz Zsigmond: Úri muri... Ábel bácsi
- Móricz Zsigmond: Nem élhetek muzsikaszó nélkül... Balázs, nyíri birtokos
- Bíró Lajos: Sárga liliom... Rudas Béla, cipőgyáros
- Déry Tibor Az óriáscsecsemő... Állatszelídítő
- Illyés Gyula: Fáklyaláng... Molnár Ferdinánd, alezredes; Sebesült tiszt
- Illyés Gyula: Dániel, az övéi között, avagy 'a mi erős várunk..'... Titkár
- Weöres Sándor: A kétfejű fenevad... Orkhan, pécsi szandzsák bég; Miksa bajor király; Döröghy Gáspár
- Weöres Sándor: A holdbeli csónakos... Idomeneus, krétai király
- Dobozy Imre: A tizedes meg a többiek... Szovjet kapitány
- Hernádi Gyula: Bajcsy-Zsilinszky Endre... Szovjet tiszt
- Nyirő József: Jézusfaragó ember... Mihály, favágólegény; Üdő Márton, az erdők százesztendős apja
- Ratkó József: Segítsd a királyt!... Décse
- Tamási Áron: Búbos vitéz... Hujki, kiskirály
- Hegedüs Géza: Lackner Kristóf... Póka András, Bethlen hadnagya
- Székely János: Caligula helytartója... Júdás (zsidó politikus, az államtanács tagja)
- Kós Károly: István király - Az országépítő... Wolfer comes
- Nemeskürty István: Szép ének a gyulai vitézekről... Török tiszt
- Páskándi Géza: Átkozottak... Vándor szobrász
- Tarbay Ede – Irina Karnauhova: Mese a tűzpiros virágról... Anton, szolga
- Görgey Gábor – Lengyel Menyhért: Sancho Pansa királysága... Gregorio, írnok
- Görgey Gábor: Lilla és a kísértetek... Magyari Mihály, poéta
- Gáspár Margit: Embert enni tilos... Sylla
- Romhányi József: Hamupipőke... I. avagy Leszármazott Gáspár, királyfi
- Kovách Aladár: Téli zsoltár... Drábik, a szent
- Sárospataky István: Kőmíves Kelemenné... karvezető
- Schwajda György: A csoda... Brigádvezető
- Száraz György: Királycsel... 1. tudósító

## Filmek, tv
- Princ, a katona (sorozat) Legénybúcsú 1 című rész (1966); Legénybúcsú 2 című rész (1966); A jóvátehetetlen pillanat (1967)
- Levelek Margitnak (1968)
- A feladat 1–2. rész (1975)
- Anyám könnyü álmot ígér (1978)
- Carlo Goldoni: A kávéház (1981)
- Búbos vitéz (1983) (színházi előadás tévéfelvétele)
- Szigorú idők (1988)
- Angyalbőrben (sorozat) Military-tours című rész (1991)
- Família Kft. (sorozat) Szilencium című rész (1991)
- Árnyék a havon (1992)
- Sose halunk meg (1993)
- Privát kopó (sorozat) Félelem ára című rész (1993)
- Patika (sorozat) 1., 3., 4. rész (1994–1995)
- Kisváros (sorozat) Zárjegy című rész (1995)